# 日本教育正常化促進連盟
日本教育正常化促進連盟（にっぽんきょういくせいじょうかそくしんれんめい）は日本の任意団体。略称「教正連」（きょうせいれん）。

## 概要
- 1986年6月13日 設立届出。教育評論家・政治運動家の石川佐智子が結成した政治団体。代表：石川佐智子、会計責任者：石田絢子だったが、事務所所在地は福田拓泉・撫子夫妻の住所（足立区西新井本町）と同一で、「エイズ根絶性病撲滅国民運動太陽新党」等と同様に、成立過程における福田の関与を容易に想起させるものであった。
- 学校・家庭における人格教育及び道徳教育推進運動・日教組批判・戦後教育正常化運動を行う。
- 石川の主張に賛同した主婦などが参加。
- 新しい歴史教科書をつくる会に賛同。

## 政歴
- 1986年 第14回参議院議員通常選挙に確認団体として、比例代表区に石川代表ら9名を擁立するも全員落選（得票29,278）し、供託金没収。また東京都選挙区（定数4）には石田絢子を擁立したが落選（50名中28位、得票4,158）、供託金没収となった。
- 1989年 第15回参議院議員通常選挙比例代表区では、石川が仁侠系政治団体「大行社政治連盟」から立候補するも落選。

## 現在
- 1991年に政治団体としては解散したが、任意団体として引き続き活動している。